# Rugby à XV en Écosse
Le rugby à XV est un sport populaire qui fait partie de la culture nationale de l'Écosse. 
La Scottish Rugby Union (SRU), créée en 1873, a la charge d'organiser et de développer le rugby à XV en Écosse. Elle gère l'équipe d'Écosse de rugby à XV, elle possède le stade de Murrayfield d'Édimbourg. 
L'équipe d'Écosse participe chaque année au Tournoi des Six Nations, compétition qu'elle a gagné vingt-deux fois dont trois grands chelems. Depuis 1987, l'Écosse participe à la Coupe du monde de rugby. Elle effectue aussi régulièrement des tournées pour se confronter aux meilleures équipes de l'hémisphère sud, l'Afrique du Sud, l'Australie et la Nouvelle-Zélande.  

## Institutions dirigeantes
La Scottish Rugby Union (SRU) est la fédération chargée d'organiser et de gérer le rugby à XV  en Écosse.
La SRU dirige les équipes nationales écossaises, et chapeaute les compétitions de clubs (242 lui sont affiliés) chez les hommes, les femmes et les jeunes (environ 25 000 licenciés et 1 300 arbitres). Elle gère aussi les arbitres et des formations pour les entraîneurs. Elle possède également le stade de Murrayfield d'Édimbourg où l'équipe nationale joue presque toutes ses rencontres à domicile.
La fédération de rugby écossaise est fondée en 1873 par six clubs : Edinburgh Academicals FC, West of Scotland FC, Royal High School FP, Glasgow Academicals, Merchistonian FC et Edinburgh University. Son nom officiel est alors Scottish Football Union, le rugby n'est alors qu'un des multiples « codes » du football.  
En 1886, la SFU se joint à ses homologues du pays de Galles et d'Irlande pour former l'International Rugby Football Board, qui régit toujours le rugby à XV au niveau international.
En 1924, la fédération adopte son nom actuel de Scottish Rugby Union (SRU).

## Popularité
Le sport le plus populaire d'Écosse est le football mais les écossais apprécient le rugby à XV.

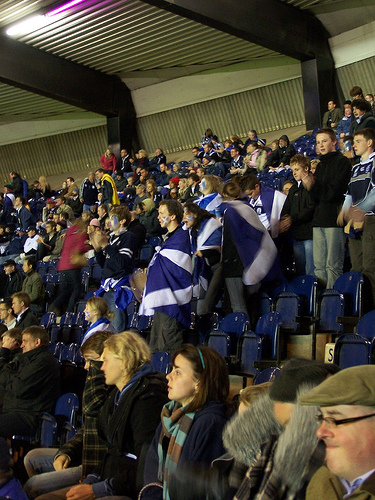
Supporters écossais lors de la Coupe du monde 2007

## Organisation du rugby écossais
Le rugby à XV écossais senior de haut niveau est structuré selon quatre niveaux de compétition différents, trois en club ou  en franchise, un en équipe nationale :
- En club :
  - Le niveau club en championnat d'Écosse

- En franchise :
  - Le niveau provincial en United Rugby Championship
  - Le niveau provincial en Champions Cup et Challenge Cup

- En équipe nationale :
  - Le niveau international avec l'équipe d'Écosse

### Compétitions de clubs

#### Championnat d'Écosse
Jusqu'en 1972-73, il n'y a pas de championnat organisé, comme en France par exemple. La peur de voir la pureté du rugby à XV se dissoudre dans des affrontements toujours plus âpres et l'éthique amateur disparaître à cause d'équipes prêtes à tout faire pour gagner ou ne pas perdre, comme débaucher des joueurs d'un autre club voire les  payer, rend les dirigeants très méfiants. Les clubs écossais participent toutefois à un championnat officieux. Comme leurs homologues gallois et anglais, ils jouent un nombre de matches variant d'une année sur l'autre et d'un club à l'autre, avec des affrontements traditionnels annuels, certains affrontant les meilleurs, certains ayant des calendriers plus faibles que les autres. En fin de saison, les journaux établissent un classement difficile à comprendre et qui n'a guère de valeur.
La fédération écossaise (Scottish Rugby Union, SRU) décide alors de réorganiser le fonctionnement de ses compétitions, devenant ainsi la première des îles Britanniques à créer un championnat officiel. À compter de la saison 1973-74, les clubs sont répartis dans six divisions avec un système de promotion et de relégation entre les niveaux. Ce nouveau plan convient aux clubs « civils », mais les équipes représentant des clubs d'anciens élèves (de nombreux noms de clubs comportent les initiales FP, c'est-à-dire Former Pupils ou « anciens élèves »), très répandus en Écosse, doivent abandonner leur mode de recrutement exclusif pour s'ouvrir eux aussi afin de demeurer compétitifs. Ceux qui résistent déclinent inexorablement.
La réforme des franchises a modifié le fonctionnement du championnat pour ressembler à l'Irlande, l'Afrique du Sud ou la Nouvelle-Zélande, où les sélections régionales sont un niveau intermédiaire plus compétitif pour les joueurs entre l'équipe nationale et les clubs, et où les clubs deviennent un vivier pour les équipes régionales sans pouvoir compter sur leurs meilleurs joueurs, qui sont pourtant obligatoirement licenciés dans l'un d'entre eux, phagocytés par les franchises. Le championnat est une épreuve semi-professionnelle.

#### Les équipes provinciales
L'autre grande réforme se produit après le passage au professionnalisme, en 1996. Comprenant que ses clubs auront du mal à exister en  Coupe d'Europe, la SRU décide de former un niveau supranational en regroupant les clubs et les joueurs à l’intérieur de quatre zones, dont sera issue une franchise professionnelle apte à être compétitive dans la compétition européenne et dans la Celtic League qui met aux prises des clubs gallois, irlandais et écossais. Cela doit aussi permettre à l'équipe nationale de puiser dans un vivier de meilleure qualité.
Comme la WRU au pays de Galles, la SRU bâtit un plan de « rugby régional » autour de quatre franchises basées sur les quatre régions traditionnelles : les Border Reivers (région des Borders, au sud), Édimbourg Rugby, Glasgow Rugby et les Caledonia Reds (nord et centre). Au bout de deux ans, les joueurs évoluent presque exclusivement au sein des franchises, même s'ils sont obligatoirement licenciés dans un club.
En 1998, de graves difficultés financières obligent la fédération à regrouper les franchises en seulement deux équipes, Édimbourg et Glasgow. La faute notamment à une dette colossale due à la rénovation du stade de Murrayfield. Les Borders sont reformés en 2002, si bien que trois franchises écossaises ont participé aux compétitions internationales. La franchise des Borders est dissoute à la fin de la saison 2006-07.

### Équipe nationale
Surnommée le XV du Chardon, l'équipe nationale fait partie de la première division du classement de l'IRB. Au 18 août 2008, elle est neuvième au classement des équipes nationales de rugby.

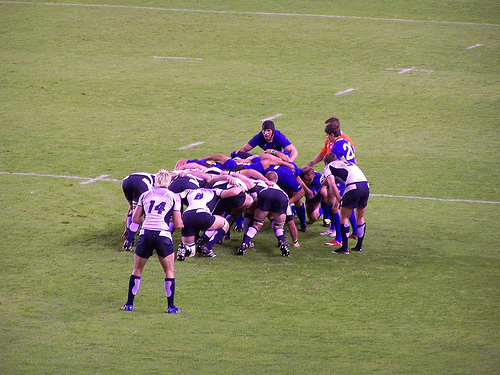
Sean Lamont

Elle participe au Tournoi des Six Nations depuis 1882-1883 et l'a déjà remporté  vingt-deux fois dont trois grands chelems. Sa meilleure performance en coupe du monde reste une 4e place en 1991. Elle a participé à chaque édition.
L'équipe nationale joue à Murrayfield. Tous les quatre ans les Lions font une tournée avec des joueurs d'Écosse aussi bien que les meilleurs joueurs d'Angleterre, d'Irlande et du pays de Galles.
La première rencontre internationale de l'équipe d'Écosse de rugby à XV a lieu contre l'Angleterre le dimanche 27 mars 1871. Ce n'est pas seulement le premier match de l'Écosse, mais également la première rencontre internationale jamais disputée. Le match a lieu à Raeburn Place, situé à Édimbourg (Écosse). L'Écosse l'emporte 4-1 devant 4 000 personnes,.
Le match est joué au Raeburn Place, un stade de cricket car la fédération écossaise de rugby à XV n'a pas encore de stade adapté pour un match international. Il est disputé par deux équipes de vingt joueurs, en deux mi-temps de cinquante minutes. Les Écossais gagnent le match par un essai et un but marqués contre un essai pour les Anglais.

## Couverture médiatique
Les résultats important se reportant au rugby écossais peuvent être lu dans les journaux nationaux et en particulier The Scotsman. Les matchs du Pro12 passent sur Sky Sports et les matchs du tournoi des Six Nations sur BBC Scotland.